# Peter Bischof
Peter Bischof (Forst, 20 agosto 1954) è un ex canoista tedesco.
Ha vinto una medaglia di bronzo a Montréal 1976 nel K4 1000 m.

## Palmarès
- Olimpiadi
  - Montréal 1976: bronzo nel K4 1000 m.

- Mondiali
  - 1978: oro nel K4 500 m.
  - 1981: oro nel K4 1000 m e bronzo nel K4 500 m.
  - 1982: argento nel K4 500 m e K4 1000 m.